# Gosupermodel
GoSupermodel (ofta förkortat gSm) är ett svenskt internetcommunity utvecklat av det danska företaget watAgame. Communityt inriktar sig på tjejer mellan 10 och 15 års ålder. Sidan grundades 2006 och var mycket populär i Sverige, liksom i Norge och Danmark. GoSupermodel lades ner den 24 maj 2016 på grund av låg datatrafik samt få intäkter men lanserades igen den 12 december 2022. 
Varje användare som är registrerad har en "modell" som kan kläs upp i olika utstyrslar och frisyrer. Alla ens utstyrslar samlas i ens garderob, man kan köpa nya utstyrslar i klädaffären samt sälja och auktionera ut dessa. Utstyrslarna och frisyrerna kostar oftast goPengar, sidans virtuella valuta. För att tjäna goPengar kan man spela spel, göra tidningar och interagera med andra modeller. goPengar kan också köpas med vanliga pengar genom SMS och betalkort. Det finns också VIP-medlemskap som man kan abonnera på för en viss kostnad.
Användarna har möjlighet att skriva i sidans forum, chatta och skicka meddelanden och vänförfrågningar till andra modeller. Sidan modereras av moderatorer, som är spelare som ställer upp ideellt för att sköta säkerheten på webbplatsen. Det finns också modeller som är Junior Designer, detta innebar att de designar kläder till goSupermodel som sedan säljs i klädaffären. GoSupermodel har också personal anställda på hemsidan, så kallade "goSupermodel Personal" som producerar nyheter och innehåll på webbplatsen och håller i olika tävlingar.